# مارك كوستيلو
مارك كوستيلو (بالإنجليزية: Mark Costello)‏ هو سياسي أمريكي، ولد في 24 أكتوبر 1961. حزبياً، نشط في Republican Party of Iowa ‏ والحزب الجمهوري. وقد انتخب عضو مجلس نواب ولاية ايوا.